# Kristina Krepela
Kristina Krepela (Zagreb, 4. rujna 1979.) je hrvatska glumica.

## Životopis

### Karijera
Krepela je pohađala ADU u Zagrebu. Njena prva uloga je bila u kratkom filmu Leptir (eng. Butterfly) iz 2003. godine. Sljedeća, za nju vrlo važna uloga je bila je u filmu Žena mušketir gdje je glumila španjolsku princezu Marie Therese, zajedno sa svjetskim poznatim glumcima kao što su Gerard Depardieu, Michael York, Nastassja Kinski, John Rhys-Davies i Susie Amy.
Nakon toga, vraća se u Zagreb i prihvaća ulogu novinarke Ivane u drugoj hrvatskoj telenoveli Ljubav u zaleđu.
U 2007. godini odigrala je ulogu u filmu Lov u Bosni, u kojem glumi i Richard Gere. Film govori o ratnom vremenu u Bosni i Hercegovini, te "potrazi" za ratnim zločincem Radovanom Karadžićem.
Od listopada 2007., igrala je ulogu Barbare u hrvatskoj inačici popularne telenovele Yo soy Betty, la fea, pod nazivom Ne daj se, Nina.
2008. godine, na filmskom festivalu Libertas u Dubrovniku Kristina je bila u stručnom žiriju, zajedno sa Stevenom Rothenbergom i Grégoriem Valensom.

## Filmografija

### Televizijske uloge
- "Dig" kao Miriam (2015.)
- "Igra prijestolja" kao Qartheen žena (2012.)
- "Nestali" kao Karin (2012.)
- "Stipe u gostima" kao Darija (2011.)
- "Bibin svijet" kao Valeria Valentini (2010.)
- "Ne daj se, Nina" kao Barbara Vidić (2007. – 2008.)
- "Ljubav u zaleđu" kao Ivana Majdak (2005. – 2006.)
- "Hit Depo" kao voditeljica (2001. – 2002.)
- "Briljanteen" kao voditeljica (1995. – 2000.)

### Filmske uloge
- "Crossroads" kao Zrinka, Zuleyha (2013.)
- "Mahmut i Meryem" kao Ceylan (2013.)
- "Neke druge priče" kao gošća na tulumu (2010.)
- "Lov u Bosni" kao Marda (2007.)
- "Zagorka" kao dama (2007.)
- "Montaža - Razglednica iz Hrvatske" (2006.)
- "Žena mušketir" (La Femme Musketeer) kao princeza Marija Tereza (2004.)
- "Leptir" kao mama (2003.)

### Sinkronizacija
- "Ja sam Frankie" kao Sigourney Gaines (2024.)
- "Psići u ophodnji: Film" kao Chase (2021.)
- "On je sve to" kao Jessica Miles Torres (2021.)
- "Nova generacija" kao dijagnostičko računalo (2020.)
- "Pustolovine Kida Opasnog" kao Kris Hart (2020.)
- "Prstohvat čarolije" kao Terri Quinn (2020.)
- "Ralph ruši internet: Krš i lom 2" kao Elsa (2018.)
- "Rimski gladijatori" kao Diana (2018.)
- "See Dad Run" kao Amy Hobbs (2018.)
- "Instant Mom" kao Stephanie Phillips (2018.)
- "Ben 10" kao Gwen (2017.)
- "Vještičji načini" kao Lily (2017.)
- "Sezona lova: Lud od straha" kao Jelena (2016.)
- "Kuća obitelji Glasnić" kao Polly Bol (2016.)
- "Rock'n'roll škola" kao ravnateljica Mullins (2016.)
- "Povratak u divlji zapad" kao Mama (2016.)
- "Promjena igre" kao Helen (2016.)
- "ALVINNN!!! I nemirne vjeverice" kao Marina Rodenchia (2016.)
- "Pustolovine braće Kratt" kao Aviva
- "Spužva Bob Skockani" kao Koraljka (NET sinkronizacija)
- "Čudnovili roditelji" kao konobarica, Connie Carmichael
- "Henry Opasan" kao Kris Hart (2015. – 2020.)
- "Pobuna letećih majmuna" kao Evelin (2015.)
- "Dora istražuje" kao Pepeljuga (2015.)
- "Snježna groznica" kao Elsa (2015.)
- "Pingvini s Madagaskara" kao Eva (2014.)
- "Sanjay i Craig" kao Megan Sparkles
- "Thundermani" kao Cherry, gđa. Austin (2. sezona)
- "Ukleta kuća Hathawayovih" kao Michelle Hathaway (2014. – 2015.)
- "Jinxed" kao Ivy Murray (2013.)
- "Snježno kraljevstvo, 2" kao Elsa (2013., 2019.)
- "Super špijunke" kao Sam (2013.)
- "Nicky Deuce" kao Barbara Borelli (2013.)
- "Sofija Prva" kao Carica Lin-Lin (2013.)
- "Power Rangers Megaforce" kao Gia Moran
- "Ninja kornjače" kao Shinigami
- "Život s dečkima" kao Kaylee
- "Power Rangers Samurai" kao Emily
- "Kung fu Panda: Legende o fenomentastičnom" kao Tigrica (2011. – 2015.)
- "Big Time Rush" kao Tiffany (2011.)
- "Simsala Grimm" (2011.)
- "Zmajevi Vatre i Leda" kao Kyra (2005.)
- "Dogtanian i tri mušketira" kao Dogtanian i Aramisina ljubavnica (2003.)
- "Pingvini s Madagaskara" kao Mort, Becky
- "Ben 10 Ultimate Alines" kao Gwen
- "Victorious" kao Sherry/prateći vokal #1
- "iCarly" kao TV reporterka/Tara
- "Avatar: Posljednji vladar zraka" kao Aang

## Vanjske poveznice
- Kristina Krepela u internetskoj bazi filmova IMDb-u (engl.)